# Rein de Graaff
Rein de Graaff (Groningen, 24 oktober 1942) is een Nederlandse jazzpianist. Hij speelt moderne jazz en mainstream jazz. Hij nam tot nu toe meer dan 40 albums op.
Hij groeide op in Veendam. Tijdens zijn schooltijd speelde hij in een schoolband en later in een Bigband. Hij krijgt bekendheid door zijn kwartet met tenor- en sopraansaxofonist Dick Vennik. In 1980 won hij de Boy Edgar Award en in 1986 de Bird Award op het North Sea Jazz Festival.
Met het Rein de Graaff Trio, met Marius Beets op bas en Eric Ineke op drums en diverse bekende gastspelers, hield hij in maart 2019 zijn afscheidstournee. 

## Discografie (selectie)
- 1969 - Minor Moods From Past And Present - LP Stichting Jazz Werkgroep 6202
- 1970 - Body and Soul (met J.R. Monterose) - CD Blue Moon BMCD 1605 - CDSOL-46922 (Japan)
- 1972 - Departure - LP BASF 25074
- 1972 - Fried Bananas - Dexter Gordon - LP Gearbox Records GB1535 - CD Gearbox Rcords GB1535CD (UK)
- 1973 - The Fabulous Pescara Jam Sessions (Track 1 met Dexter Gordon) - CD Philology W 96-2
- 1974 - Thomas Pelzer Limited (met Rene Thomas) - LP Vogel 003-S - CD Solid Records CDSOL-47447 (Japan)
- 1975 - Point of No Return - LP Universe 119
- 1975 - The Jamfs are Coming (met Johnny Griffin) - CD Timeless CD SJP 121 - CD Timeless Jazz Master Collection CDSOL-6325 (Japan)
- 1975 - Various - 6 September - 5 Jaar Jazz In Venlo - Venlose Jazz Club Life '70-'75 Track A5 - LP Not On label 33-ST-6
- 1977 - Modal Soul - LP Timeless SJP 117 - CD Timeless Jazz Master Collection CDSOL-6416 (Japan)
- 1977 - Drifting on a Reed - LP Timeless SJP 105 - CD Timeless Jazz Master Collection CDSOL-6387 (Japan)
- 1977 - Various - The Dutch Jazz Scene Revisited Program 6 Track F1, F2 en F3 - 7-LP Radio Nederland 6808.653/659
- 1978 - Jazz Jamboree '78 (Compilatie) - Cassette Wifon – NK-534
- 1978 - Live in Warsaw (met Jan Wrobleski) - LP Pol Jazz Z-SX 0692
- 1979 - New York Jazz - CD Timeless CD SJP 130 - CD Timeless Jazz Master Collection CDSOL-6353 (Japan)
- 1979 - Jazz Na Koncertnom Podiju Vol. 3 (Compilatie) Side 1 Track 1 - LP Jugoton LSY61464
- 1981 - Good Gravy (met Teddy Edwards) - CD Timeless CD SJP 139 - CD Timeless Jazz Master Collection CDSOL-6304 (Japan)
- 1981 - Chasin' The Bird - LP Timeless SJP 159 - CD Timeless Jazz Master Collection CDSOL-6437 (Japan)
- 1982 - Live (met Arnett Cobb) - CD Timeless CD SJP 174 - CD Timeless Jazz Master Collection CDSOL-6322 (Japan)
- 1982 - Rerootin' - Henny Vonk - Rein de Graaff Co-producer - LP Timeless SJP 164 - CD Timeless Jazz Master Collection CDSOL-6438 (Japan)
- 1983 - Cloud People - LP Timeless SJP 191 - CD Timeless Jazz Syndicate CDSOL-47138 (Japan)
- 1984 - Duo - LP Timeless SJP 213 - CD Timeless Greatest Jazz of All Times CDSOL-47926 (Japan)
- 1987 - Rifftide (met Al Cohn) - CD Timeless CD SJP 259 - CD Timeless Jazz Master Collection CDSOL-6312 (Japan)
- 1987 - Alone Together (met Frits Landesbergen) - CD Timeless CD SJP 268 - CD CDSOL-47441 (Japan)
- 1988 - Blue Bird (met Dave Pike en Charles McPherson) - CD Timeless CD SJP 302 - CD Timeless Jazz Master Collection CDSOL-6316 (Japan)
- 1989 - Jubilee - CD Timeless CD SJP 294 - CD CDSOL-47427 (Japan)

- 1990 - Be-Bop, Ballads & Blues (compilatie) - CD Timeless CD SJP 354
- 1991 - Nostalgia - CD Timeless CD SJP 429
- 1991 - Blue Greens & Beans (met David 'Fathead' Newman en Marcel Ivery) - CD Timeless CD SJP 351 - CD Timeless Jazz Master Collection CDSOL-6386 (Japan)

- 1991 - René Thomas – Guitar Genius Volume 1 (Track 5) - CD A.M.C. 16001
- 1992 - Tenor Conclave - CD Timeless CD SJP 306 - Timeless Jazz Master Collection CDSOL-6367 (Japan)
- 1992 - Major Step (met Major Holley) - CD Timeless CD SJP 364 - CDSOL-46746 (Japan)
- 1993 - Thinking of You (met Conte Condoli en Bob Cooper) - CD Timeless CD SJP 479 - CD Timeless Jazz Master Collection CDSOL-6417 (Japan)
- 1994 - Baritone Explosion - CD Timeless CD SJP 431 - CD Timeless Jazz Master Collection CDSOL-6429 (Japan)
- 1998 - Sesjun Jubilee CD The Blues Forever - (compilatie) Track 2 en 5 - CD Sesjun CD 9901 (Limited Edition)
- 1999 - Duets - Timeless LP SJP 451 - CD Timeless Jazz Master Collection CDSOL-46798 (Japan)
- 1999 - Great Pianists - Dutch Jazz Masters - Opnamen uit 70 Jaar Nederlandse Jazz Historie Track 13 - CD Mercury 565 878-2

- 2000 - De Geschiedenis van de Nederlandse Jazz (Track 8) - CD Muma 65313
- 2000 - Alone Together (met Bud Shank) - CD Fresh Sound Records FSR 5039 CD
- 2001 - Trumpeter (met Nedley Elstak) Track 2 en 3 - CD Nederlands Jazz Archief NJA 0102
- 2001 - After Hours (met Sjoerd Dijkhuizen) - CD Timeless  CD SJP 460 - CD CDSOL-47504 (Japan)
- 2002 - Now Is The Time (compilatie) - CD Timeless CD SJP 465 - CD Timeless Jazz Master Collection CDSOL-46755 (Japan)

- 2002 - Delightful Duets 2 (met Herb Geller) - CD Blue Jack BJJR 022 - CDSOL-46932 (Japan)

- 2003 - 30 jaar Sesjun (Track 7) - CD Sesjun CD 0301
- 2003 - Solo Piano Jazz At The Pinehill - CD Challenge PHCHR 75164 - CDSOL-47914 (Japan)
- 2005 - Blue Lights The Music of Gigi Gryce - CD Blue Jack BJJR 042 - CD CDSOL-46969 (Japan)

- 2006 - Confirmation (compilatie) - CD Timeless CD SJP 471 - CDSOL-47464 (Japan)
- 2006 - Various - North Sea Jazz Festival The Hague Years - CD 2 Track 4 en 5 - 4-CD Radio Nederland Wereldomroep MJC040
- 2008 - Good Bait (met Pete Christlieb en Ferdinand Povel) - CD Timeless CD SJP 484 - CD CDSOL-47131 (Japan)
- 2010 - Ornithology (compilatie) - CD Timeless CD SJP 482 - CDSOL-47415 (Japan)
- 2012 - Indian Summer (met Sam Most) - CD Timeless CD SJP 485 - CDSOL-46787 (Japan)
- 2014 - Live at the Jazzroom Breda The Netherlands (met Scott Hamilton) - CD Jazz Room C 15175 - CD CDSOL-47123 (Japan) - CD UVPR-60055 (Japan)
- 2017 - Eric Ineke - Let There Be Life, Love and Laughter (compilatie) - Daybreak CD DBCHR 75226 - CD CDSOL-46915 (Japan) Track 1 en 6
- 2018 - Early Morning Blues - CD Timeless CD SJP 487 - CD CDSOL-46787 (Japan)
- 2020 - Eric Ineke Jazzexpress - What Kinda Bird is This? The Music of Charlie Parker - CD Challenge Records CR 73512 Tracks 4, 5, 6
- 2021 - Delightful Duets 3 met Lee Konitz - CD Jazz Premium Seats CDSOL-46976 (Japan)
- 2022 - Swinging, Boppin' And Burnin' Eric Ineke 75 - CD Solid Records CDSOL-47408 (Japan) Tracks 2, 3, 4 en 6
- 2023 - Scott Hamilton - Live At De Tor - CDSOL-47448 (Japan)
- 2023 - Marcella Hendirks - Marcela Sings Night And Day - CD CDSOL-47904 (Japan)
- 2025 - Sippin' At Bells (compilatie) - CDSOL-47930 (Japan)

- Bibliothèque nationale de France: cb139489816 (data)
- Gemeinsame Normdatei: 120558912
- International Standard Name Identifier: 0000 0000 3519 802X
- Library of Congress Control Number: n95094183
- MusicBrainz: 5d338ba6-b08d-4c8a-9e11-f8b1bed24083
- Nationale Bibliotheek van Israël: 987007345607405171
- Nederlandse Thesaurus van Auteursnamen: 07351649X
- Virtual International Authority File: 22333541
- WorldCat: E39PBJfGYbchM9WfF6tBx9MF8C

1. ↑  Interview met Rein de Graaff waarin hij zijn afscheid aankondigt